# Temnobasis
Temnobasis is een geslacht van vlinders van de familie van de grasmotten (Crambidae), uit de onderfamilie van de Acentropinae. De wetenschappelijke naam en de beschrijving van dit geslacht werden voor het eerst in 1929 gepubliceerd door Max Gaede. 
Dit geslacht is monotypisch, dat wil zeggen dat het maar één soort heeft namelijk Temnobasis simialis Gaede, 1929 uit Kameroen.